# Volume d'éjection systolique
Pour les articles homonymes, voir VES.
Le volume d'éjection systolique, ou VES, est le volume de sang que le cœur éjecte à chaque battement (systole).
Il est la plupart du temps exprimé en millilitres (mL). Il dépend d'une multitude de facteurs, notamment de la taille du cœur, de son remplissage, de la force et de la durée de la contraction et de la résistance à l'éjection du sang dans la circulation systémique.
Chez l'humain, il est proche de 100 mL (varie entre environ 70 mL au repos et 150 mL chez le sportif en plein effort). Un entraînement à long terme augmente le VES.

## Calcul
Le VES peut être calculé comme suit :
{\displaystyle VES=VTD-VTS\,}
Avec
- VES = Volume d'Éjection Systolique (environ 65 mL) ;
- VTD = Volume TéléDiastolique (précharge, volume de sang dans le ventricule gauche en fin de diastole, c'est-à-dire juste avant éjection) (environ 135 mL) ;
- VTS = Volume TéléSystolique (volume de sang dans le ventricule gauche en fin de systole, c'est-à-dire juste après éjection du sang et avant le remplissage suivant) (environ 70 mL).

Il sert à déterminer le débit cardiaque par la formule :
{\displaystyle Q_{c}=F_{c}\times VES}
Avec
- Qc = Débit cardiaque ;
- Fc = Fréquence cardiaque.

## Déterminants
Le volume d'éjection systolique est déterminé pas 3 grands mécanismes non régulés : 
- La loi de Starling : elle dit qu'un muscle étiré exerce une contraction en retour d'autant plus forte que son étirement est grand. Donc quand beaucoup de sang arrive dans le ventricule, il se contracte plus fort pour en éjecter un plus grand volume d'un coup. C'est un phénomène purement mécanique donc non régulé.
- L'élastance maximale : elle est le reflet du nombres de ponts actine-myosine que les cardiomyocytes peuvent faire dans leur sarcomères. Si les ponts sont nombreux, les sarcomères le sont également et la contraction est plus puissante. C'est une valeur stable, non régulée.
- L'impédance aortique qui est la capacité de l'aorte à laisser passer le sang. Si elle est bouchée par de l'athérosclérose par exemple, le sang passe moins et donc le ventricule ne se vide pas beaucoup. C'est un phénomène purement mécanique donc non régulé.

## Détermination
Il peut être fait soit directement par une technique d'imagerie du cœur :
- Échocardiographie ;
- Angiographie du ventricule gauche (ventriculographie) au cours d'une coronarographie ;
- Ventriculographie isotopique en scintigraphie cardiaque ;
- scanner et IRM du cœur.

Dans tous ces cas, on obtient de manière simple une image bidimensionnelle du cœur en télédiastole et en télésystole, dont on déduit le volume tridimensionnel par une technique d'interpolation basée sur la méthode de Simpson. 

En scintigraphie, scanner et IRM, on a directement les données tridimensionnelles permettant de calculer les volumes. Le volume d'éjection systolique est calculé comme la différence entre le volume télédiastolique (le plus gros) et le volume télésystolique (le plus petit).
La deuxième méthode, moins usitée, est de passer par la deuxième formule en déterminant le débit cardiaque lors d'un examen hémodynamique ou d'une échocardiographie.
Il existe enfin une dernière méthode : par impédancemetrie transthoracique utilisée notamment à l'exercice physique. La mesure est continue et simplement réalisée grâce à des électrodes placées sur le buste du sujet.